# Stéphanie Colvey
Stéphanie Colvey (nascida em 1949) é uma fotógrafa canadiana.
O seu trabalho encontra-se incluído nas colecções do Musée national des beaux-arts du Québec, da Winnipeg Art Gallery e da Galeria Nacional do Canadá. 128 das suas fotografias, que documentam a chegada de refugiados da guerra civil síria em Montreal no final de 2010, encontram-se na colecção do Museu Canadiano de História.